# June Banerjee
June Banerjee es una cantante india de origen bengalí, ha interpretado temas musicales para películas como Khokababu, Lorai y entre otros. Se hizo famosa interpretando temas musicales en su lengua materna en bengalí, con una canción titulada Soniye Tu Janiye Tu, Laila Laila. Su carrera artística comenzó interpretando temas musicales para jingles publicitarios. Más adelante ella obtuvo su primera oportunidad en el cine, interpretando una canción para una película titulada "Chirodini Tumi Je Amar" del 2008.

## Películas
- Aamar Bodyguard (2012)- Unreleased
- Kolkata...The Metro Life (2012)- Unreleased
- Passport (2012)- Unreleased
- Phire Eso Tumi (2012)- Unreleased
- Rang Route Prem (2012)- Unreleased
- Darling (2012)
- Khokababu (2012)
- Murder (2011)
- Lorai (2011)
- Dujone Milbo Abaar (2011)
- Tomay Bhalobasi (2011)
- Aami Aachi Sei Je Tomar (2011)
- Bindas Prem (2011)
- Shotru (2011)
- Ogo Bideshini (2011)
- Chalo Dilli (2011)
- Run (2011)
- Piya Tumi (2011)
- Punorutthan (2011)
- Tum Hi To Ho (2011)
- Sedin Dekha Hoyechilo (2010)
- Bejanma (2010)
- Kachhe Achho Tumi (2010)
- Mon Je Kore Uru Uru (2010)
- Dui Prithibi (2010)
- Kakhono Biday Bolo Na (2010)
- Gumshuda (2010)
- Poth Jodi Na Shesh Hoy (2010)
- Joy Baba Bholenath (2010)
- Hangover (2010)
- Le Chakka (2010)
- Love Circus (2010)
- Pratidwandi (2010)
- Amar Sangee (2009)
- Dujone (2009)
- Paran Jaay Jaliya Re (2009)
- Sankat City (2009)
- Bhalobasa Jindabad (2009)
- Challenge (2009)
- Mon Maane Naa (2008)
- Chirodini Tumi Je Amar (2008)
- Panga Naa Lo (2007)